# Striaria eldora
Striaria eldora är en mångfotingart som beskrevs av Chamberlin 1953. Striaria eldora ingår i släktet Striaria och familjen Striariidae. Inga underarter finns listade i Catalogue of Life.